# Уберто Де Морпурго
Уберто Де Морпурго (італ. Uberto De Morpurgo; 12 січня 1896 — 26 лютого 1961) — колишній італійський тенісист.
Найвищу одиночну позицію світового рейтингу — 8 місце досяг 1930 року (за даними А. Волліса Маєрса).
Найвищим досягненням на турнірах Великого шолома був фінал в змішаному парному розряді.
Завершив кар'єру 1939 року.

## Фінали турнірів Великого шолома

### Мікст (1 поразка)
| Результат | Рік  | Турнір               | Покриття | Партнер       | Суперники                  | Рахунок  |
| --------- | ---- | -------------------- | -------- | ------------- | -------------------------- | -------- |
| Поразка   | 1925 | Вімблдонський турнір | Трава    | Елізабет Раян | Сюзанн Ленглен Жан Боротра | 3–6, 3–6 |

## Фінали

### Одиночний розряд (1 перемога, 2 поразки)
| Результат | Ранг | Дата | Турнір                      | Покриття | Суперник          | Рахунок       |
| --------- | ---- | ---- | --------------------------- | -------- | ----------------- | ------------- |
| Перемога  | 1.   | 1928 | Genoa International, Генуя  | Ґрунт    | Емануеле Сарторіо | 6–2, 8–6, 6–1 |
| Поразка   | 2.   | 1929 | Мастерс Монте-Карло, Монако | Ґрунт    | Анрі Коше         | 6–8, 4–6, 4–6 |
| Поразка   | 3.   | 1930 | Мастерс Рим, Рим, Італія    | Ґрунт    | Білл Тілден       | 1–6, 1–6, 1–6 |